# Quel che sanno gli angeli
Quel che sanno gli angeli (Knowledge of Angels) è un romanzo di Jill Paton Walsh del 1994. Il romanzo è stato tra i finalisti del Booker Prize del 1994.

## Edizioni
- Jill Paton Walsh, Quel che sanno gli angeli, Garzanti, 2001, ISBN 88-11-66995-2.